# Noch drei Männer, noch ein Baby
Noch drei Männer, noch ein Baby (Originaltitel: Three Men and a Baby) ist eine US-amerikanische Filmkomödie des Filmregisseurs Leonard Nimoy aus dem Jahr 1987 mit Tom Selleck, Ted Danson und Steve Guttenberg in den Hauptrollen. Der Film ist eine Neuverfilmung des französischen Originals Drei Männer und ein Baby (Trois Hommes et un Couffin) aus dem Jahr 1985 und basiert auf dem Drehbuch der französischen Drehbuchautorin Coline Serreau. Das Baby Mary wurde von den Zwillingen Lisa und Michelle Blair gespielt.

## Handlung
Die überzeugten Junggesellen Peter Mitchell, Michael Kellam und Jack Holden teilen sich als Wohngemeinschaft ein Penthouse in New York und verbringen ihr Leben mit ihrer Arbeit, Partys und zahlreichen Liebesaffären. Eines Tages verspricht Jack, bevor er zu einem Filmdreh in die Türkei fliegt, für einen Freund ein Päckchen aufzubewahren. Nach Jacks Abreise findet Peter ein Baby vor der Wohnungstür, eine Notiz im Tragekorb verrät, dass es sich um Jacks Tochter Mary handelt. Ihre Mutter Sylvia kann sich eine Weile nicht um das Kind kümmern und bittet Jack, Mary bei sich aufzunehmen. Am gleichen Tag nimmt Michael auch ein Päckchen von der Portiersfrau entgegen, das er in der Aufregung über das Baby jedoch geistesabwesend verlegt. 
Peter und Michael sind mit der Situation zunächst vollkommen überfordert. Es gelingt ihnen aber, Erfahrungen in der Babypflege zu machen und nach ein paar Tagen Organisation in das anfängliche Chaos zu bringen.
Als wie mit Jack verabredet zwei Männer erscheinen, um das Päckchen abzuholen, glauben Peter und Michael irrtümlich, es ginge um das Baby und übergeben den Fremden das Kind. Nun findet Peter das eigentliche Päckchen im Wohnzimmer und bemerkt, dass es sich um eine Drogenlieferung handelt. Bei dem Versuch, den beiden Fremden klarzumachen, dass sie das falsche „Päckchen“ erhalten haben, geraten die zwei und Peter vor dem Haus in Streit, der erst durch einen Polizisten beendet wird. Die Männer flüchten, doch die Polizei, welche die Drogenhändler observierte, ist nun auf die komische Wohngemeinschaft aufmerksam geworden. Peter gelingt es zunächst, die Polizei abzuwimmeln, während Michael das Päckchen in der Wohnung versteckt. 
Am nächsten Tag überwältigen die Gangster die Portiersfrau, die gerade Mary betreute, und verwüsten die Wohnung. Da sie das Päckchen, das im Windeleimer versteckt ist, nicht finden, hinterlassen sie eine Drohung, das Baby zu entführen, falls sie nicht ihre Ware bekommen. 
Als Jack heimkehrt, versucht er zunächst, das Kind seiner eigenen Mutter zu übergeben, die sich jedoch nicht bereit erklärt, das Baby zu sich zu nehmen und ihm Mut macht, sich der Verantwortung zu stellen. Sehr schnell gewöhnt sich Jack an seine Vaterrolle. 
Schließlich überlisten die drei Freunde die Polizei und auch die Drogenhändler bei der Übergabe mit einem Trick. Peter bringt die Drogenhändler dazu, zuzugeben, dass die drei Freunde keine illegalen Geschäfte gemacht haben, während Michael dies heimlich filmt. Durch seine Tollpatschigkeit droht Michael zwar die Aktion in ein Fiasko zu verwandeln, doch Jack, legt den Aufzug lahm, in dem sich die Übeltäter befinden, während die Polizei eintrifft. Die Freunde sind nun vom Vorwurf des Drogenhandels reingewaschen und die wahren Verbrecher überführt und geschnappt.
Die Freunde kümmern sich gemeinsam um Mary und genießen ihre Rolle dabei sichtlich.
Nach einiger Zeit kehrt Marys Mutter Sylvia zurück und möchte mit der Tochter nach England umziehen. Jack erkennt, dass er Mary lieb gewonnen hat und ist erschüttert, bringt es aber nicht über sich, Sylvia zu bitten, bei ihm zu bleiben. Sylvia ändert kurz vor der Abreise ihre Meinung: sie möchte doch in den USA bleiben und bittet Jack, ihn bei Marys Betreuung zu unterstützen. Peter bietet Sylvia an, zu ihnen zu ziehen.

## Synchronisation
Die deutsche Synchronisation übernahm die Interopa Film GmbH.
| Rolle             | Schauspieler     | Synchronsprecher   |
| ----------------- | ---------------- | ------------------ |
| Peter Mitchell    | Tom Selleck      | Norbert Langer     |
| Michael Kellam    | Steve Guttenberg | Joachim Tennstedt  |
| Jack Holden       | Ted Danson       | Wolfgang Condrus   |
| Sylvia Bennington | Nancy Travis     | Bettina Spier      |
| Rebecca           | Margaret Colin   | Cornelia Meinhardt |
| Mrs. Holden       | Celeste Holm     | Bettina Schön      |
| Sgt. Melkowitz    | Philip Bosco     | Jochen Schröder    |
| Vince             | Paul Guilfoyle   | Wolfgang Ziffer    |
| Satch             | Earl Hindman     | Karl Schulz        |

## Originalfassung, Neufassung und Fortsetzung
Die französische Originalfassung Drei Männer und ein Baby, die auf dem Buch von Coline Serreau basiert, war 1985 in Frankreich und im europäischen Umland, darunter auch Deutschland, ein Kinoerfolg. Auch die US-Neuverfilmung erwies sich als so erfolgreich, dass eine Fortsetzung produziert wurde: Drei Männer und eine kleine Lady. Inzwischen bestätigte Tom Selleck, dass eine weitere Fortsetzung seit 2010 im Gespräch ist.

## Kritik
Das Lexikon des internationalen Films urteilte, die Produktion sei „routiniert inszenierte Unterhaltung.“ Verglichen mit dem Original sei der Film jedoch „ohne Charme, Esprit und wirklich neue Einfälle“.

## Moderne Sage
Laut einem nach der Erstveröffentlichung der DVD in den USA aufgekommenen Gerücht sei in einer Szene des Films ein Junge zu sehen, der sich an einem Fenster hinter den Gardinen befindet. Angeblich soll es sich dabei um den Geist eines Jungen handeln, der am Drehort Selbstmord begangen haben oder durch einen Unfall zu Tode gekommen sein soll. Inzwischen wurde diese moderne Sage allerdings widerlegt. Bei dem im Film zu sehenden menschlichen Umriss handelte sich lediglich um einen lebensgroßen Pappaufsteller des Darstellers Ted Danson, der ungünstig am Fenster stand.